# Hahnia spasskyi
Hahnia spasskyi là một loài nhện trong họ Hahniidae.
Loài này thuộc chi Hahnia. Hahnia spasskyi được J. Denis miêu tả năm 1958.